# Иенг Сари
Ие́нг Са́ри (кхмер. អៀង សារី [ʔiǝŋ saːriː]), при рождении Ким Чанг; 24 октября 1925, Лоеунгва (вьет. Loeung Va), Чавинь — 14 марта 2013) — один из наиболее влиятельных деятелей режима «красных кхмеров», в годы диктатуры Пол Пота (1975—1979) занимал посты заместителя премьер-министра и министра иностранных дел «Демократической Кампучии». В печати именовался «вторым человеком» кампучийского режима (в советской печати даже использовался термин «режим Пол Пота — Иенг Сари»). На деле же Иенг Сари был «номером третьим», поскольку имя «номера второго», Нуон Чеа, было практически неизвестно за рубежом и мало известно в самой Камбодже.

## Биография
Иенг Сари родился на юго-западе Вьетнама. Кхмер-кром по отцу, китаец по матери. Окончил Коллеж короля Сисовата в Пномпене. Вступив в ряды «красных кхмеров», изменил своё вьетнамское имя Ким Чанг на кхмерское Иенг Сари. Был свояком Пол Пота, вместе с ним учился в Париже в Институте политических исследований, встречался с деятелями французского левого движения (включая Ж.-П. Сартра).
Вернувшись в Камбоджу в 1953 году стал профессором истории в Коллеже Сисовата. В 1960 году был избран в ЦК Партии трудящихся Кампучии. Во время гражданской войны 1971—1975 годов был членом Королевского правительства Национального единства Кампучии и специальным эмиссаром Национального объединённого фронта Кампучии. После прихода Красных кхмеров к власти в 1975 году — заместитель премьер-министра по международным делам, министр иностранных дел Кампучии.
После поражения красных кхмеров и их перехода к тактике партизанской войны продолжал сохранять руководящие позиции как член правительства в изгнании, но после создания Коалиционного правительства Демократической Кампучии в 1982 году передал свой пост министра иностранных дел Кхиеу Сампхану. В 1996 году вышел из рядов Красных кхмеров вместе с тысячами своих последователей в августе 1996 года в обмен на королевское помилование короля Нородома Сианука и королевскую амнистию от преследования по закону от 1994 года, который объявлял Красных Кхмеров вне закона. Учредил партию Движение демократического национального союза, заключившую альянс с правительством Хун Сена, получил фактический мандат на управление Пайлином. В 1996—2007 годах проживал под охраной на вилле в Пномпене, контролировал добычу драгоценных камней на границе с Таиландом.
12 ноября 2007 года арестован вместе с женой Иенг Тирит для привлечения к ответственности перед специальным судом.
16 декабря 2009 года трибунал предъявил ему официальное обвинение в геноциде за его участие в убийствах вьетнамского и мусульманского меньшинств в Камбодже.
Умер 14 марта 2013 года.